# Joseph Keller
Joseph Bishop Keller, né le 31 juillet 1923 à Paterson (New Jersey), et mort le 7 septembre 2016 à Stanford (Californie), est un mathématicien américain spécialisé dans les mathématiques appliquées. Il est connu pour ses travaux sur la théorie géométrique de la diffraction.

## Parcours
Joseph Keller obtient son doctorat en 1948 à l'université de New York sous la supervision de Richard Courant. Il est professeur de mathématiques au Courant Institute de New York jusqu'en 1979. Il devient ensuite professeur de mathématiques et d'ingénierie mécanique à l'Université Stanford jusqu'en 1993, où il devient Professor Emeritus.

## Travaux
Joseph Keller travaille sur l'application des mathématiques aux problèmes de science et d'ingénierie, tel que la propagation des vagues. Il contribua à la méthode d'Einstein–Brillouin–Keller pour calculer les valeurs propres de systèmes de mécanique quantique.

## Récompenses et reconnaissance
Keller reçoit un Prix Lester R. Ford aux côtés de David W. McLaughlin en 1976 puis seul en 1977. En 1979 il est lauréat du Prix Theodore von Kármán, en 1983 il est lauréat de la Conférence von Neumann. En 1988 il reçoit l'U.S. National Medal of Science, et en 1997 il reçoit le prix Wolf. En 1996, il reçoit le prix Nemmers en mathématiques. 
Il se voit attribuer deux prix Ig Nobel : le premier en 1999 pour avoir calculé comment créer un bec de théière qui ne goutte pas, le second en 2012 pour avoir étudié les forces qui déterminent le mouvement de la queue de cheval d'un humain. En 2012, il devient membre de l'American Mathematical Society,,.

## Vie privée
Il a un frère, Herbert B. (en), qui est aussi mathématicien, et qui travaille dans l'analyse numérique, le calcul scientifique, la théorie de la bifurcation et les problèmes de calculs en dynamique des fluides. Herbert a été professeur à Caltech. Les deux frères ont tous les deux contribué aux domaines des champs électromagnétiques et la dynamique des fluides.